# Rizvanovići
Rizvanovići (szerbül: Ризвановићи), bosnyák falu Bosznia-Hercegovinában, Bosanska krajina területén, Prijedor községben, a Szerb Köztársaságban. 

## Fekvése
Bosznia-Hercegovina északnyugati részén, Banja Lukától légvonalban 48, közúton 62 km-re északnyugatra, községközpontjától légvonalban 4, közúton 6 km-re nyugatra, a Szana bal partjától nyugatra fekvő dombvidéken, 130 – 200 méteres tengerszint feletti magasságban fekszik. Több, szétszórt, kis településből áll. 

## Népessége
| Nemzetiségi csoport | Népesség 1991 | Népesség 2013 |
| ------------------- | ------------- | ------------- |
| Szerb               | 3             | 0             |
| Bosnyák             | 1551          | 661           |
| Horvát              | 1             | 0             |
| Jugoszláv           | 10            | 0             |
| Egyéb               | 6             | 0             |
| Összesen            | 1571          | 661           |

## Története
A régészeti leletek tanúsága szerint területén már az ókorban római település állt.
A település 1878-ig tartozott az Oszmán Birodalomhoz, ekkor a berlini kongresszus határozata alapján az Osztrák-Magyar Monarchia része lett. 1879-ben az első osztrák-magyar népszámlálás során a Prijedori járáshoz, és Ljubija községhez tartozó településnek 49 háztartása és 327 muszlim lakosa volt. 1910-ben a településen 69 háztartást, 416 muszlim és 6 ortodox szerb lakost találtak. A monarchia szétesésével 1918-ban előbb a Szerb-Horvát-Szlovén Királyság, majd 1929-től a Jugoszláv Királyság része. 1921-ben a községnek 80 háztartása és 448 lakosa volt. Jugoszlávia megszállása után a falu a Független Horvát Állam (NDH) része lett. 
1945-től a település a szocialista Jugoszlávia része volt. 1963-ig Ljubija község része volt. A boszniai háború idején a település a Boszniai Szerb Köztársasághoz tartozott. A falut 1995-ben teljesen lerombolták a boszniai szerb erők. Ezt megelőzően, 1992-ben a polgári lakosságot elűzték, a férfiakat pedig megölték, vagy koncentrációs táborokba vitték. A daytoni békeszerződést követő területfelosztásnál a település Prijedor község részeként a Szerb Köztársaság területéhez került. Rizvanovicit a háború vége óta nagyrészt újjáépítették, de a menekültek visszatérése korlátozott. Sok férfi még mindig eltűnt, maradványaik azonosítása még folyamatban van.

## Nevezetességei
- Okrutovi – római kori település maradványai, épület alapfalak, építőanyagok töredékei.[4]